# Joris De Loore
Joris De Loore (* 21. April 1993 in Brügge) ist ein belgischer Tennisspieler.

## Karriere
De Loore begann das Tennisspielen mit fünf Jahren. Er trainiert mit der belgischen Tennis Federation bei Tennis Vlaandern.
Auf der Junior Tour erreichte er im Einzel ein Viertelfinale in Wimbledon 2011 sowie im Doppel das Halbfinale bei den US Open im selben Jahr. Mitte des Jahres erreichte er auch seine kombinierte Höchstposition des vierten Ranges in der Junior-Weltrangliste.
Auf der Profitour hatte er bereits 2010 seinen ersten Auftritt. 2011 gewann er sein erstes Turnier auf der ITF Future Tour im Doppel und beendete sein erstes Profijahr auf Rang 1188 im Einzel sowie Rang 1241 im Doppel. Im Einzel gelang im Ende 2012 erstmals der Einzug in ein Future-Finale, während er bis Ende 2013 im Doppel bereits neun weitere Titel im Doppel gewonnen hatte.
2013 ging es weiter aufwärts für De Loore. Er erreichte sieben Finals bei Futures, von denen er jedoch lediglich eines gewinnen konnte. Immerhin brachten ihn die Erfolge bis in die Top 400 der Weltrangliste. Seine bislang höchste Platzierung im Doppel erreichte der Belgier Mitte 2013 mit einem 364. Rang. Teilnahmen an der höher dotierten ATP Challenger Tour ließen jedoch auf sich warten. Bei der ersten Teilnahme an einem Turnier dieser Kategorie erreichte er sogleich das Viertelfinale in Mohammedia, wo er am 300 Plätze besser notierten und späteren Turniersieger Pablo Carreño Busta in drei Sätzen scheiterte. Erst Ende 2015 hätte De Loore schließlich genug Punkte auf Futures gesammelt, um dauerhaft bei Qualifikation für Challenger teilnehmen. Die Qualifikation gelang ihm zunächst in São Paulo (Aus im Achtelfinale), Corrientes (Aus in 1. Runde) und Andria (Achtelfinale).
Bis Ende Januar 2016 gewann De Loore vier Futures und damit 20 Matches in Folge – die ersten 15 Matches sogar ohne einen Satz abzugeben. Durch diese Erfolge nahm er wieder häufiger an Challengern teil. Beim Halbfinaleinzug in Mestre besiegte er mit Dušan Lajović erstmals einen Top-100-Spieler. In Liberec war erneut erst im Halbfinale Schluss. Durch seine Position konnte der Belgier erstmals bei der Qualifikation eines Grand Slams den US Open 2016 teilnehmen. Dort unterlag er in Runde zwei Ryan Harrison. Eine Woche später erreichte er in Saint-Rémy-de-Provence erstmals ein Challenger-Finale, wo er Daniil Medwedew mit 3:6, 3:6 unterlag. Zur Belohnung wurde De Loore gegen Brasilien erstmals für die belgische Davis-Cup-Mannschaft nominiert, wo er beim nicht mehr relevanten letzten Spiel gegen Thomaz Bellucci gewann. Neben zwei weiteren Challenger-Halbfinals bekam er schließlich auch eine Wildcard für die zur ATP World Tour gehörenden European Open in Antwerpen. Dort unterlag er Taylor Fritz beim Auftakt in drei Sätzen. Das Jahr beendete er auf dem 184. Platz, fast 300 Plätze höher als im Jahr zuvor.
2017 nahm De Loore an der Qualifikation der Australian Open teil, wo er Jürgen Melzer unterlag.
Seit dem Challenger-Turnier in Mouilleron-le-Captif im November 2018 hat er kein Turnier mehr bestritten.

## Erfolge
| Legende (Anzahl der Siege)  |
| Grand Slam                  |
| ATP World Tour Finals       |
| ATP World Tour Masters 1000 |
| ATP World Tour 500          |
| ATP World Tour 250          |
| ATP Challenger Tour (2)     |

### Einzel

#### Turniersiege
| Nr. | Datum          | Turnier | Belag         | Finalgegner          | Ergebnis |
| --- | -------------- | ------- | ------------- | -------------------- | -------- |
| 1.  | 8. Januar 2023 | Oeiras  | Hartplatz (i) | Filip Cristian Jianu | 6:3, 6:2 |

### Doppel

#### Turniersiege

##### ATP Challenger Tour
| Nr. | Datum         | Turnier       | Belag         | Partner          | Finalgegner                      | Ergebnis |
| --- | ------------- | ------------- | ------------- | ---------------- | -------------------------------- | -------- |
| 1.  | 17. März 2018 | Drummondville | Hartplatz (i) | Frederik Nielsen | Luis David Martínez Filip Peliwo | 6:4, 6:3 |